# Partido da Ação Democrática (Malásia)
Partido da Ação Democrática (PAD) (em malaio: Parti Tindakan Demokratik) é um partido político socialista democrático, secular e multirracial da Malásia. O partido é forte nos estados de Penang, Perak e Território Federal. O PAD faz parte da Aliança do Povo.